# Neolophonotus holoxanthus
Neolophonotus holoxanthus là một loài ruồi trong họ Asilidae. Neolophonotus holoxanthus được Engel miêu tả năm 1927. Loài này phân bố ở vùng nhiệt đới châu Phi.